# Luciana Silva Cordeiro
Luciana Silva Cordeiro (1988) es una bióloga, botánica, taxónoma, curadora, etnobotánica, y profesora brasileña.

## Biografía
En 2010, obtuvo una licenciatura en ciencias biológicas por la Universidad Federal de Ceará; la maestría en ecología con énfasis en la distribución de plantas tropicales y modelos de nicho ecológico (área de concentración taxonomía vegetal) supervisada por la Dra. Maria Iracema Bezerra Loiola (1979), y defendiendo la tesis: Distribuição geográfica e modelagem de nicho ecológico de espécies endêmicas de Erythroxylaceae na região Neotropical por la misma casa de alytos estudios. Y desde 2013, el doctorando, en ecología y conservación de los recursos naturales por la Universidad Federal de Ceará. Tiene experiencia en el área de Botánica y Ecología Vegetal. Tanto la maestría como el doctorado son financiados con una beca de la Coordinación de Capacitación de Personal de Nivel Superior, CAPES, Brasil.

## Algunas publicaciones
- SOARES NETO, RAIMUNDO L.; CORDEIRO, LUCIANA S.; LOIOLA, MARIA IRACEMA B. 2014. Flora do Ceará, Brasil: Combretaceae. Rodriguésia (online) 65: 685-700

- LOIOLA, MARIA IRACEMA B.; CORDEIRO, LUCIANA SILVA. 2014. Erythroxylum sobraleanum (Erythroxylaceae): A new species from Southeastern Brazil. Phytotaxa: a rapid international journal for accelerating the publication of botanical taxonomy 183: 56

### Capítulos de libros publicados
- COSTA-LIMA, J. L.; LOIOLA, M. I. B.; CORDEIRO, L. S.; ALVES, M. V. 2013. Flora de Sergipe: Erythroxylaceae. In: Ana Paula do Nascimento Prata; Maria do Carmo Estanislau do Amaral; Marta Cristina Vieira Farias & Marccus Vinícius Alves (orgs.) Flora de Sergipe. Aracaju: Gráfica e Editora Triunfo, p. 233-247

- LOIOLA, M. I. B.; CORDEIRO, L. S. 2012. Erythroxylaceae. In: Claudia Maria Jacobi; Flávio Fonseca do Carmo (orgs.) Diversidade florística nas cangas do Quadrilátero Ferrífero. Belo Horizonte: Código, p. 120-121

### En Congresos
- CORDEIRO, L. S.; LOIOLA, M. I. B. 2013. Padrões de distribuição de espécies tropicais: uma análise do gênero Erythroxylum P. Browne (Erythroxylaceae). In: VI Encontro de Pesquisa e Pós-graduação da UFC, Fortaleza
- SOARES, R. L.; CORDEIRO, L. S.; LOIOLA, M. I. B. 2012. Padrões de distribuição geográfica de Combretum Loefl. (Combretaceae) no Brasil. In: 63.º Congresso Nacional de Botânica, Joinvill
- CORDEIRO, L. S.; LOIOLA, M. I. B. 2011. Flora do Ceará: Erythroxylaceae Kunth. In: 62.º CONGRESSO NACIONAL DE BOTÂNICA E 34.ª REUNIÃO NORDESTINA DE BOTÂNICA, Fortaleza

En 45.º CONGRESSO DA SOCIEDADE BRASILEIRA DE MEDICINA TROPICAL, RECIFE. REVISTA DA SOCIEDADE BRASILEIRA DE MEDICINA TROPICAL, 2009. v. 42
- CORDEIRO, L. S.; CAMELO S. S. ; ALENCAR, C. H. M ; CORREIA, F. G. S. AVALIAÇÃO DO JOGO A DOENÇA MISTERIOSA POR ALUNOS DE ENSINO FUNDAMENTAL II, MÉDIO E SUPERIOR
- CORDEIRO, L. S. ; ALENCAR, C. H. M ; CAMELO S. S. ; CORREIA, F. G. S. DETERMINAÇÃO DE FATORES DA LETALIDADE EM VINAGRE DE LARVAS DE Aedes aegypti

- CORDEIRO, L. S.; LIMA JUNIOR, E. M.; FREITAS, A. L. P. 2007. EXPERIÊNCIA DE VOLUNTARIADO NO PROGRAMA DE EDUCAÇÃO TUTORIAL. In: VI ENEPET Encontro Nordestino dos Grupos PET, Recife-PE

## Honores[2]

### Membresías
- de la Sociedad Botánica del Brasil.[3][4]

- La abreviatura «L.S.Cordeiro» se emplea para indicar a Luciana Silva Cordeiro como autoridad en la descripción y clasificación científica de los vegetales.[5]

- Portal:Biografías. Contenido relacionado con Botánica.
- Portal:Biología. Contenido relacionado con Taxonomía.